# Giuseppe Marcucci
Giuseppe Marcucci (Faenza, 28 maggio 1935) è un ex lottatore italiano, specializzato nella lotta greco-romana.

## Biografia
Iniziò a praticare la lotta all'età di 15 anni presso il Club Atletico Faenza, allenato da M. Golinelli. Divenne campione italiano nella categoria pesi supermassimi (+87 kg) agli assoluti di Bari 1955 e Faenza 1956. Nel 1957 passò al C.S. FIAT di Torino, con cui vinse i campionati italiani assoluti per 10 anni consecutivi dal 1962 al 1971.
Con la nazionale vinse la medaglia di bronzo agli Europei di lotta greco-romana di Modena 1969 e tre argenti e un bronzo ai Giochi del Mediterraneo.

## Palmarès
| Anno | Manifestazione          | Sede       | Evento  | Risultato | Note |
| ---- | ----------------------- | ---------- | ------- | --------- | ---- |
| 1955 | Giochi del Mediterraneo | Barcellona | +97 kg  | Argento   |      |
| 1963 | Giochi del Mediterraneo | Napoli     | +97 kg  | Argento   |      |
| 1967 | Giochi del Mediterraneo | Tunisi     | +97 kg  | Argento   |      |
| 1969 | Europei                 | Modena     | -100 kg | Bronzo    |      |
| 1971 | Giochi del Mediterraneo | Smirne     | +100 kg | Bronzo    |      |

### Competizioni nazionali
- Campionati italiani di lotta greco-romana: 12

con il Club Atletico Faenza (2): Bari 1955 e Faenza 1956;
con il C.S. FIAT (10): Bari 1962 e Napoli 1963, Modena 1964, Faenza 1965, Faenza 1966, Savona 1967, Bari 1968, Pavia 1969, Bari-Torino-Venezia 1970, Bari-Modena-Imola 1971